# Carpenters' Hall
Carpenters' Hall es el lugar de nacimiento oficial de la Commonwealth de Pensilvania y un lugar de reunión clave en la historia temprana de los Estados Unidos. Está en el Parque Histórico Nacional de la Independencia en Filadelfia, Pensilvania.
Completado en 1775,  el salón de reuniones de ladrillo de dos pisos fue construido para la Carpenters' Company of the City and County of Philadelphia, el gremio de artesanos más antiguo del país, y todavía es propiedad privada de esta. El Primer Congreso Continental se reunió aquí en 1774 y aprobó y firmó la Asociación Continental. En junio de 1776, fue donde la Conferencia Provincial de Pensilvania declaró oficialmente la independencia de la Provincia de Pensilvania del Imperio Británico y estableció la Mancomunidad de Pensilvania, movilizó a la milicia de Pensilvania para la Guerra Revolucionaria Estadounidense, instaló la maquinaria para la Convención Provincial de Pensilvania (15 de julio - 28 de septiembre de 1776) que enmarcó la Constitución de Pensilvania de 1776 y permitió que prosiguiera la Declaración de Independencia de los Estados Unidos. Fue ocupado brevemente en 1777 por el ejército británico durante la guerra.
El sitio fue designado Monumento Histórico Nacional el 15 de abril de 1970. El 30 de noviembre de 1982, la Comisión Histórica y de Museos de Pensilvania logró aprobar la Asamblea General de Pensilvania 166 (R) HR180 para reconocer "Carpenters' Hall como el lugar de nacimiento oficial de la Commonwealth de Pensilvania".

## Historia

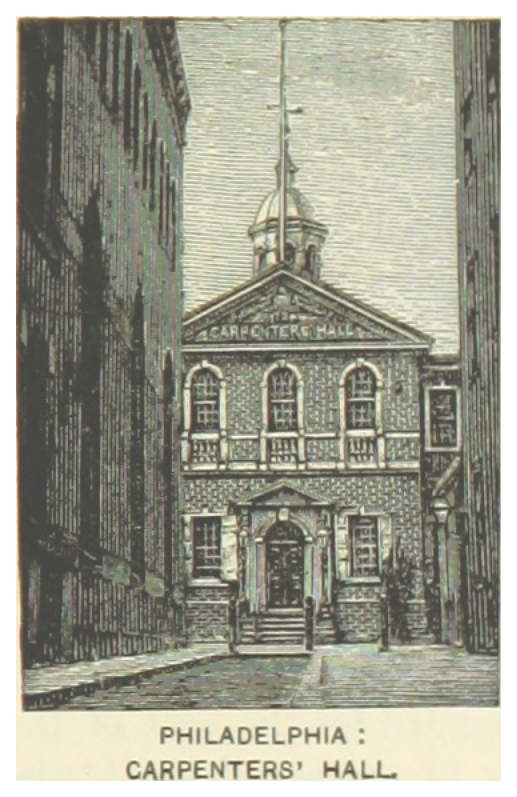
Carpenter's Hall en 1891

El terreno sobre el que se construy fue comprado en nombre de Carpenters' Company of Philadelphia en 1768 por Benjamin Loxley, Robert Smith y Thomas Nevell. La sala fue diseñada por Robert Smith en estilo georgiano basándose tanto en los ayuntamientos de Escocia, donde nació Smith, como en las villas de Palladio en Italia.  El gremio de carpinteros celebró su primera reunión allí el 21 de enero de 1771 y continuó haciéndolo hasta 1777 cuando el ejército británico capturó Filadelfia. El 23 de abril de 1773 (día de San Jorge), se utilizó para la reunión de fundación de la Sociedad de San Jorge de Filadelfia.
El Primer Congreso Continental de las Colonias Unidas de América del Norte se reunió aquí del 5 de septiembre al 26 de octubre de 1774, mientras la Asamblea Provincial moderada de Pensilvania utilizaba la Casa del Estado de Pensilvania (Indepedence Hall). Fue aquí donde el Congreso resolvió prohibir más importaciones de esclavos y descontinuar el comercio de esclavos dentro de las colonias, un paso hacia la eliminación gradual de la esclavitud en la Norteamérica británica. El edificio tiene una larga historia como lugar de reunión y ha albergado a numerosos inquilinos destacados en los campos de las artes, las ciencias y el comercio. La sala de reuniones sirvió como hospital para las tropas británicas y estadounidenses en la Guerra Revolucionaria, y otras instituciones en Filadelfia han celebrado reuniones en Carpenters' Hall, incluida la Compañía de Bibliotecas de Franklin de Filadelfia, la Sociedad Filosófica Estadounidense y el Primer y Segundo Bancos de los Estados Unidos La Aduana federal de Filadelfia estuvo ubicada en Carpenter's Hall entre 1802 y 1819, salvo una breve interrupción entre enero y abril de 1811.
Fue declarado Monumento Histórico Nacional en 1970.
Hoy, Carpenters' Hall es gratuito para el público y lo visitan anualmente más de 150.000 turistas de todo el mundo.

## Construcción y diseño
The Carpenters Company se fundó en 1724, pero no tenía una casa de reuniones propia, recurriendo a tabernas alquiladas para sus reuniones. Los miembros de Carpenters Company finalmente seleccionaron un nuevo sitio de construcción en 1768 en Chestnut Street, a unos cientos de pies de la casa de Benjamin Franklin. Robert Smith presentó los planos para el diseño, pero no supervisó la construcción de la sala. La decisión de proceder con la construcción se tomó el 30 de enero de 1770. La construcción se completó en agosto de 1774.